# جرجير الماء
الجَرْجَار أو قُرَّة العَيْن أو جِرْجِير الماء أو الحُرْف المائي أو حُرْف الماء أو قرة العين، كوبانا ، رشاد  أو الحُرْف الطبي أو فُجْل الماء أو قرة هو نوع نباتات مائية أو شبه مائية معمرة تنمو في أوروبا وآسيا.
جرجير الماء نبات معمر ينمو بسرعة، موطنه الأصلي أوراسيا. وهو واحد من أقدم الخضروات الورقية المعروفة التي يستهلكها الإنسان. يشتهر جرجير الماء والكثير من أقاربه، مثل الرشاد المزروع والخردل والفجل والوسابي، بنكهاته القوية.

## الوصف
سيقان جرجير الماء مجوفة وتطفو على الماء. بنية الأوراق ريشية مركبة. تنتج أزهار صغيرة بيضاء وخضراء في مجموعات، وغالباً ما تزورها الحشرات، خاصة السرفات، مثل ذبابة الزهور.

## التصنيف
يُصنف نبات جرجير الماء في بعض المصادر على أنه ينتمي إلى جنس روريبا، على الرغم من أن الأدلة الجزيئية تُظهر أن الأنواع المائية ذات السيقان المجوفة أقرب صلةً إلى جنس حرف أكثر من روريبا. على الرغم من الاسم اللاتيني، فإن جرجير الماء ليس قريبًا بشكل خاص من الزهور المعروفة باسم القرة (كبوسين كبير). ينتمي الكبوسين الكبير إلى فصيلة كبوسين، وهي مجموعة شقيقة لفصيلة كرنبية ضمن رتبة الكرنبيات.

## التوزيع والموطن

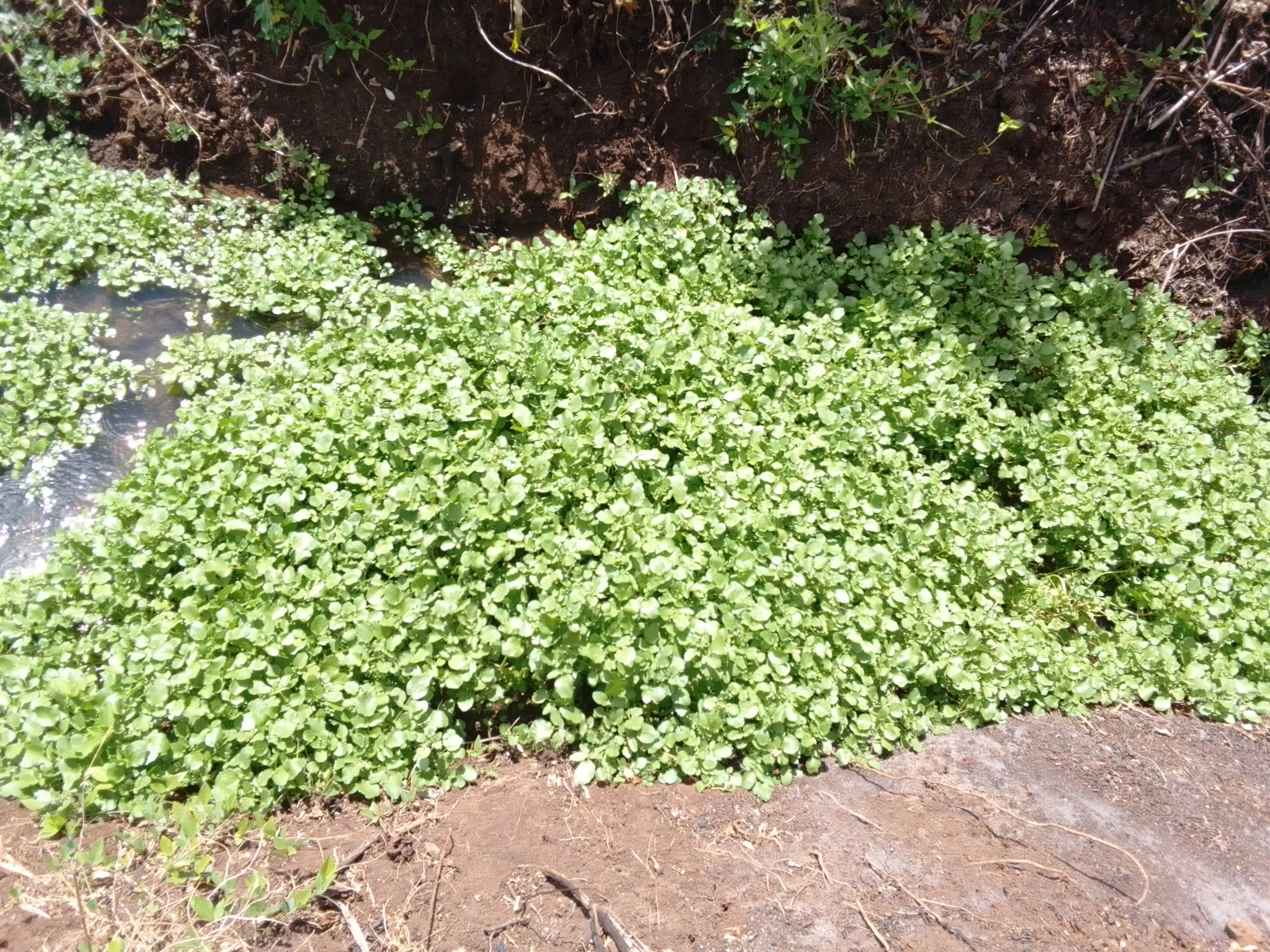
جرجير الماء في بيئة طبيعية

في بعض المناطق، يُعتبر جرجير الماء نوعًا من الحشيش، بينما يُعتبر في مناطق أخرى خضروات مائية أو عشبًا. ينمو جرجير الماء في العديد من المناطق المعتدلة حول العالم.
اُدخل جرجير الماء إلى الصين من خلال هونغ كونغ وماكاو في القرن التاسع عشر من أوروبا. كما انتشرت زراعته إلى المناطق المرتفعة في المناطق الاستوائية في آسيا.
تعتبر الجداول الجيرية السريعة الجريان هي الموطن الطبيعي الرئيسي لجرجير الماء في المملكة المتحدة. سُميت العديد من المستوطنات في إنجلترا باسم جرجير الماء، من الكلمة الإنجليزية القديمة êacerse، بما في ذلك كيرسي وكيسغريف وكيرسال وكيرشوبفوت.

## مخاوف صحية
قد تكون محاصيل جرجير الماء المزروعة في وجود الزبل بيئة مناسبة لبعض الطفيليات مثل مثقبيات الكبد، متورقة كبدية. تتميز زراعة جرجير الماء بميزة خلوها من مثقبيات الكبد.
عندما اُدخل جرجير الماء إلى بيئات غير أصلية، يمكن أن يكون له آثار سلبية على الأنواع الأصلية. مع إدخال جرجير الماء، تزداد المادة العضوية في الرواسب، مما يجذب بدوره اللافقاريات الكبيرة المفترسة التي تتغذى على النباتات الأخرى في البيئة.
من خلال تثبيط إنزيم السيتوكروم بي450، قد تؤثر المركبات الموجودة في جرجير الماء على استقلاب الأدوية لدى الأفراد الذين يتناولون أدوية معينة مثل الكلورزوكسان. نظرًا لطبيعته سريعة النمو ووضعه كنوع مجتاح، فإن هذا النبات محظور في ولاية إلينوي.

## الاستخدامات
يمكن تناول أوراق وسيقان وثمار جرجير الماء نيئة. في الصين، غالبًا ما يُغلى جرجير الماء مع لحم الخنزير والمكونات الطبية التقليدية لصنع حساء مقوي في فصل الشتاء، وفي فيتنام، يُستخدم بشكل عام نيئًا كمكون في السلطات.

### التقاليد
اعتقد الرومان القدماء أن تناوله يشفي من الأمراض العقلية. اعتقدت الصوفية هايدغارد بنجين في القرن الثاني عشر أن تناوله على البخار وشرب الماء سيُشفى من اليرقان أو الحمى. كان الأمريكيون الأصليون يأكلون جرجير الماء. استخدمه بعض الأمريكيين الأصليين لعلاج أمراض الكلى والإمساك، واعتبره البعض منشطًا جنسيًا. استخدم الأمريكيون الأفارقة الأوائل النبات كمجهض؛ كان يعتقد أنه يسبب العقم أيضًا.

### التغذية
يمكن تناول قمم أوراق جرجير الماء الطازجة نيئة أو مطبوخة، لكن يجب توخي الحذر عند جمعها من الطبيعة بسبب الطفيليات مثل الجياردية. يحتوي جرجير الماء على 95٪ ماء ومحتويات منخفضة من الكربوهيدرات والبروتين والدهون والألياف الغذائية. توفر وجبة 100 جرام من جرجير الماء النيء 46 كيلوجول (11 كيلو كالوري)، وهي غنية بشكل خاص بفيتامين ك (238٪ من القيمة اليومية، DV)، وتحتوي على كميات كبيرة من فيتامين أ وفيتامين سي والريبوفلافين وفيتامين ب6 والكالسيوم والمنغنيز (الجدول).

### المواد الكيميائية النباتية والطهي
كخضروات صليبية، يحتوي جرجير الماء على الأيزوثيوسيانات التي تُدمر جزئيًا عن طريق الغليان، في حين يزداد توافر أشباه الكاروتينات فيه قليلاً عن طريق الطهي. يحافظ الطهي على البخار أو الميكروويف على هذه المواد الكيميائية النباتية بشكل أفضل قليلاً من الغليان.

### الزراعة
زراعة جرجير الماء عملية ممكنة على نطاق واسع وعلى نطاق الحدائق. نظرًا لكونه شبه مائي، فإن جرجير الماء مناسب جيدًا للزراعة المائية، وينمو بشكل أفضل في الماء القلوي قليلاً. غالبًا ما يُنتج حول منابع تيارات الطباشير. في العديد من الأسواق المحلية، يتجاوز الطلب على جرجير الماء المزروع مائيا العرض، ويرجع ذلك جزئيًا إلى أن أوراق جرجير الماء غير مناسب للتوزيع في شكل مجفف ولا يمكن تخزينها طازجة إلا لمدة 2-3 أيام تقريبًا.
كما يُباع كنباتات، تُحصد البراعم الصالحة للأكل بعد أيام من الإنبات. إذا لم تُحصد، يمكن أن ينمو جرجير الماء إلى ارتفاع من 50 إلى 120 سم (1 قدم 8 بوصة إلى 3 أقدام 11 بوصة).
في المملكة المتحدة، زُرع جرجير الماء تجاريًا لأول مرة في عام 1808 من قبل البستاني ويليام برادبري على طول نهر إبسفليت في كنت. وشملت المناطق المهمة تاريخيًا للزراعة أيضًا هامبشاير وستامفورد وموقع الحياة البرية للجرجير الماء في سانت ألبانز. يزرع جرجير الماء الآن في العديد من المقاطعات، وأبرزها هامبشاير ودورست وويلتشاير وهارتفوردشير. تعتبر نيو ألريسفورد في هامبشاير عاصمة جرجير الماء في البلاد، وسُميت سكة حديدها، خط جرجير الماء، بهذا الاسم.